# فلوريان جارجات
فلوريان جارجات (18 فبراير 1980 بفالانس في فرنسا - ) (بالفرنسية: Florian Jarjat) هو لاعب كرة قدم فرنسي في مركز الدفاع. لعب مع نادي باستيا ونادي تروا ونادي ديجون ونادي نانت ونادي نيس وأسوا فالنس ‏.

## وصلات خارجية
- فلوريان جارجات على موقع قاعدة بيانات كرة القدم.إي يو (الإنجليزية)
- فلوريان جارجات على موقع بيانات كرة القدم. دي إي (الألمانية)
- فلوريان جارجات على موقع ليكيب (الفرنسية)
- فلوريان جارجات على موقع AS.com (الإسبانية)